# Anastasija Sevastova
Anastasija Sevastova (* 13. April 1990 in Liepāja) ist eine lettische Tennisspielerin.

## Karriere

### 2005 bis 2009
Sevastova, die mit sechs Jahren mit dem Tennisspielen begann, betrieb den Sport lange Zeit als Hobby und bestritt daher keine nennenswerten Juniorenturniere. Stattdessen trat sie bereits kurz nach ihrem 15. Geburtstag erstmals auf der ITF-Tour an und gewann noch im selben Jahr ihre ersten beiden Profititel.
2007 debütierte Sevastova in Istanbul nach erfolgreicher Qualifikation erstmals im Hauptfeld eines WTA-Turniers und zog dort nach einem Sieg über Nastassja Jakimawa auf Anhieb in die zweite Runde ein, in der sie Aljona Bondarenko unterlag. Nach dem Gewinn zweier ITF-Titel der 25.000-$-Kategorie 2008 gab sie in Wimbledon ihren Einstand in der Qualifikation eines Grand-Slam-Turniers, schied jedoch bei ihrem ersten offiziellen Turnier auf Rasen in der ersten Runde aus. Im Jahr darauf gewann sie in Johannesburg bei einem ITF-Turnier der 100.000-$-Kategorie ihren bis dahin größten Titel und erreichte im Anschluss bei den French Open 2009 erstmals aus der Qualifikation heraus das Hauptfeld, wo sie zum Auftakt an Melinda Czink scheiterte. Mit ihrem verbesserten Ranking stand Sevastova bei den US Open zum ersten Mal direkt in der Hauptrunde und zog nach einem Sieg über Tamarine Tanasugarn sogleich in die zweite Runde ein, bevor sie von Swetlana Kusnezowa geschlagen wurde. In Guangzhou erzielte Sevastova gegen Saisonende ihr erstes WTA-Viertelfinale und beendete das Jahr so erstmals in den Top 100 der Tennisweltrangliste.

### 2010 und 2011
Nach ihrer ersten WTA-Halbfinalteilnahme in Monterrey, wo sie zum Auftakt gegen Jelena Janković ihren ersten Sieg über eine Top-10-Spielerin landen konnte, erreichte Sevastova in Indian Wells 2010 erstmals die dritte Runde eines Premier-Mandatory-Turniers und anschließend in Oeiras mit einem Endspielerfolg über Arantxa Parra Santonja ihren ersten WTA-Titel. Ihren zweiten großen Saisonerfolg feierte sie mit dem Einzug ins Viertelfinale von Peking, in dem sie erst von Li Na gestoppt werden konnte. Anschließend wurde sie erstmals in den Top 50 der Weltrangliste geführt. Nachdem Sevastova bei den Australian Open 2011 dann zum ersten Mal in die vierte Runde eines Grand-Slam-Turniers vorrücken konnte und erst gegen Caroline Wozniacki verloren hatte, erzielte sie mit Rang 36 ihre vorläufige Höchstplatzierung. Im weiteren Saisonverlauf kassierte sie jedoch insgesamt elf Erstrundenniederlagen und schloss die Saison nur knapp unter den besten 100 der Welt ab.

### Rücktritt und Comeback 2015
Aufgrund von Verletzungen konnte Sevastova 2012 erst zum Beginn der Sandplatzsaison ins Tourgeschehen eingreifen, doch gewann sie bis zum Jahresende lediglich zwei ITF-Turniere. Auf WTA-Ebene hingegen gelang ihr kein einziger Hauptfelderfolg, sodass sie in der Weltrangliste weit zurückfiel. Trotz des Erreichens des Viertelfinals in Pattaya Anfang 2013, verkündete die erst 23-Jährige im Mai nach einer Niederlage in der ersten Qualifikationsrunde von Miami wegen ständig wiederkehrender Verletzungen ihren Rücktritt vom Profitennis.
Doch Anfang 2015 gab sie ihr Comeback. Für das ITF-Turnier in Scharm asch-Schaich erhielt sie eine Wildcard und siegte auf Anhieb, ebenso wie im Anschluss in Trnava. Danach gewann sie zwei weitere ITF-Titel bei Turnieren der 25.000-$-Kategorie und stand in Florianópolis im Juli wieder im Hauptfeld eines WTA-Turniers, wo sie sogleich bis ins Halbfinale kam, in dem sie der späteren Siegerin Teliana Pereira unterlag. Zum Saisonabschluss überraschte sie beim Kremlin Cup in Moskau mit dem Einzug ins Viertelfinale aus der Qualifikation heraus, in dem sie sich wiederum Kusnezowa in drei Sätzen geschlagen geben musste.
Nach dem Erreichen der zweiten Runde in Melbourne als Qualifikantin, kehrte sie wieder unter die besten 100 der Weltrangliste zurück. Anschließend kam sie zunächst ins Endspiel des hochdotierten ITF-Turniers in Trnava, das sie ebenso verlor wie ihre ersten beiden WTA-Endspiele seit 2010 in Mallorca gegen Caroline Garcia und Bukarest gegen Simona Halep. Ihren vorläufig größten Erfolg seit dem Comeback feierte Sevastova bei den US Open, wo sie in der zweiten Runde die Weltranglistendritte Garbiñe Muguruza ausschaltete und ins Achtelfinale vorrückte, in dem sie erneut Caroline Wozniacki unterlag. Trotz vier Niederlagen in Folge zum Saisonabschluss konnte sie die Saison erstmals seit 2010 wieder in den Top 50 der Welt beenden.

### Karrierehöhepunkte: 2017 und 2018
2017 erzielte Sevastova erstmals das Halbfinale in Dubai sowie beim Premier Mandatory-Turnier in Madrid, in dem sie gegen die spätere Siegerin Simona Halep verlor, nachdem sie in der zweiten Runde Karolína Plíšková besiegt hatte. In Mallorca gelang ihr dann nach sieben Jahren ihr zweiter Triumph auf der WTA-Tour; im Endspiel konnte sie Julia Görges in drei Sätzen bezwingen. Durch den Einzug in die dritte Runde von Cincinnati sowie in ihr erstes Grand-Slam-Viertelfinale bei den US Open, wo sie erst von Sloane Stephens im Tiebreak des dritten Satzes gestoppt werden konnte, kletterte sie in der Weltrangliste erstmals in die Top 20 und qualifizierte sich damit für die WTA Elite Trophy 2017 in Zhuhai. Nach zwei Siegen in der Gruppenphase gegen Sloane Stephens und Barbora Strýcová, kam sie dort ins Halbfinale, in dem sie an Julia Görges glatt in zwei Sätzen scheiterte.
Die Saison 2018 startete Sevastova mit einem Halbfinale in Brisbane sowie einer Achtelfinalteilnahme in Indian Wells. Im Anschluss erreichte sie in Charleston erstmals das Halbfinale und stand in Mallorca zum dritten Mal in Serie im Endspiel, das sie jedoch gegen Tatjana Maria verlor. Ihren dritten WTA-Titel konnte sie dann in Bukarest feiern, nachdem sie im Finale Petra Martić bezwang, bevor sie beim Rogers Cup in Montreal ins Viertelfinale kam. Nach zwei Auftaktniederlagen bei den French Open und in Wimbledon, erzielte Sevastova bei den US Open mit dem Einzug ins Halbfinale ihr bestes Karriereresultat bei einem Grand-Slam-Turnier. Dort besiegte sie mit Elina Switolina in der vierten Runde und Sloane Stephens im Viertelfinale zudem zwei Top-10-Spielerinnen hintereinander, ehe sie gegen Serena Williams chancenlos ausschied. Anschließend errang sie in Peking nach einem Halbfinalerfolg über Naomi Ōsaka ihr erstes Endspiel bei einem Turnier der Premier Mandatory-Kategorie, doch unterlag sie im Finale Caroline Wozniacki glatt in zwei Sätzen. Durch die Erfolge rückte Sevastova in der Weltrangliste bis auf Position elf vor, ihrer bis heute besten Platzierung. Beim Kremlin Cup stand sie zum Saisonabschluss zum siebten Mal in diesem Jahr in einem Halbfinale und qualifizierte sich somit nach 2017 zum zweiten Mal in Folge für die WTA Elite Trophy. Nach einem Sieg über Zhang Shuai und einer Niederlage gegen Garbiñe Muguruza scheiterte sie diesmal aber schon in der Gruppenphase.

### Seit 2019
2019 startete Sevastova mit einem Achtelfinale bei den Australian Open in die neue Saison und versuchte fortan, in die Top 10 der Weltrangliste zu kommen. Zwar erzielte sie auch in Paris die vierte Runde, in der sie sich Markéta Vondroušová geschlagen geben musste, und feierte in Jūrmala nach einem Endspielerfolg über Katarzyna Kawa vor heimischem Publikum ihren vierten WTA-Titel, doch kam sie in der zweiten Saisonhälfte nicht annähernd an die Ergebnisse des Vorjahrs heran und rutschte in der Weltrangliste zurück. Dennoch wurde sie, wie auch im Jahr zuvor, zur Sportlerin des Jahres in Lettland gewählt.
Nach einem schwachen Jahr 2020, in dem sie im gesamten Saisonverlauf nur ein einziges Hauptrundenmatch auf der WTA-Tour gewinnen konnte, fiel Sevastova zum ersten Mal seit 2016 wieder aus den Top 40 der Welt heraus. 2021 konnte sie mit einer Viertelfinalteilnahme beim Premier Mandatory-Turnier in Miami wieder aufhorchen lassen und erreichte auch beim darauffolgenden WTA-1000-Turnier in Madrid aus der Qualifikation heraus das Achtelfinale. Zudem spielte Sevastova eine gute Rasensaison, bei der sie in Eastbourne das Viertelfinale sowie in Wimbledon die dritte Runde erzielte. Bei den Olympischen Sommerspielen in Tokio scheiterte sie in der ersten Runde des Einzelwettbewerbs an Fiona Ferro. Auch im Doppel schied sie an der Seite von Jeļena Ostapenko bereits zum Auftakt gegen Ellen Perez und Samantha Stosur aus.
Nach ihrer Erstrundenniederlage bei den Australian Open 2022, gab Sevastova in einem Interview bekannt, eine nicht näher bestimmte Auszeit vom Profisport zu nehmen, um eine langwierige Schulterverletzung ausheilen zu lassen. Nach einer Schwangerschaft gab sie ab November 2023 ein erneutes kurzes Comeback. Von März 2024 bis April 2025 war sie wieder ohne Aktivität auf der Tour.

### Fed-Cup
Sevastova debütierte bereits im Alter von 15 Jahren bei der 0:3-Niederlage gegen Georgien für die lettische Fed-Cup-Mannschaft. Seitdem hat sie für ihr Land 38 Partien im Einzel und Doppel bestritten, von denen sie 26 gewinnen konnte (Einzelbilanz 19:6).

## Turniersiege

### Einzel
| Nr. | Datum            | Turnier             | Kategorie         | Belag             | Finalgegnerin           | Ergebnis      |
| --- | ---------------- | ------------------- | ----------------- | ----------------- | ----------------------- | ------------- |
| 1.  | 6. August 2006   | Bad Saulgau         | ITF $100.000      | Sand              | Josipa Bek              | 6:1, 6:0      |
| 2.  | 20. August 2006  | Bratislava          | ITF $10.000       | Sand              | Klaudia Malenovská      | 4:6, 6:0, 6:3 |
| 3.  | 22. März 2008    | Noida               | ITF $25.000       | Hartplatz         | Sunitha Rao             | 6:2, 6:1      |
| 4.  | 1. Juni 2008     | Galatina            | ITF $25.000       | Sand              | Estrella Cabeza Candela | 6:4, 6:4      |
| 5.  | 27. Juli 2008    | Les Contamines      | ITF $25.000       | Hartplatz         | Agustina Lepore         | 6:4, 3:6, 6:3 |
| 6.  | 29. März 2009    | La Palma            | ITF $25.000       | Hartplatz         | Kristína Kučová         | 4:6, 6:1, 6:1 |
| 7.  | 3. Mai 2009      | Johannesburg        | ITF $100.000      | Hartplatz         | Eva Hrdinová            | 6:2, 6:2      |
| 8.  | 8. Mai 2010      | Oeiras              | WTA International | Sand              | Arantxa Parra Santonja  | 6:2, 7:5      |
| 9.  | 15. Juli 2012    | Zwevegem            | ITF $25.000       | Sand              | Çağla Büyükakçay        | 6:0, 6:3      |
| 10. | 5. August 2012   | Trnava              | ITF $50.000       | Sand              | Ana Savić               | kampflos      |
| 11. | 1. Februar 2015  | Scharm asch-Schaich | ITF $10.000       | Hartplatz         | Yuuki Tanaka            | 7:5, 6:3      |
| 12. | 15. Februar 2015 | Trnava              | ITF $10.000       | Hartplatz (Halle) | Réka Luca Jani          | 6:1, 7:63     |
| 13. | 11. April 2015   | Ahmedabad           | ITF $25.000       | Hartplatz         | Ankita Raina            | 6:4, 7:65     |
| 14. | 3. Mai 2015      | Wiesbaden           | ITF $25.000       | Sand              | Tereza Martincová       | 6:1, 6:3      |
| 15. | 25. Juni 2017    | Mallorca            | WTA International | Rasen             | Julia Görges            | 6:4, 3:6, 6:3 |
| 16. | 22. Juli 2018    | Bukarest            | WTA International | Sand              | Petra Martić            | 7:64, 6:2     |
| 17. | 28. Juli 2019    | Jūrmala             | WTA International | Sand              | Katarzyna Kawa          | 3:6, 7:5, 6:4 |

### Doppel
| Nr. | Datum              | Turnier             | Kategorie   | Belag             | Partnerin        | Finalgegnerinnen                      | Ergebnis          |
| --- | ------------------ | ------------------- | ----------- | ----------------- | ---------------- | ------------------------------------- | ----------------- |
| 1.  | 30. August 2008    | Katowice            | ITF $25.000 | Sand              | Lenka Wienerová  | Karolina Kosińska Aleksandra Rosolska | 5:7, 6:3, [10:3]  |
| 2.  | 31. Januar 2015    | Scharm asch-Schaich | ITF $10.000 | Hartplatz         | Melanie Klaffner | Caroline Rohde-Moe Midori Yamamoto    | 6:4, 6:4          |
| 3.  | 13. Februar 2015   | Trnava              | ITF $10.000 | Hartplatz (Halle) | Anna-Maria Heil  | Michaela Hončová Lenka Juríková       | 6:4, 6:3          |
| 4.  | 20. September 2015 | Saint-Malo          | ITF $50.000 | Sand              | Kristína Kučová  | Marija Marfutina Natalja Wichljanzewa | 6:71, 6:3, [10:5] |

## Abschneiden bei Grand-Slam-Turnieren

### Einzel
| Turnier         | 2008 | 2009 | 2010 | 2011 | 2012 | 2013 | 2014 | 2015 | 2016 | 2017 | 2018 | 2019 | 2020  | 2021 | 2022 | … | 2025 | Karriere |
| Australian Open | —    | Q1   | 1    | AF   | —    | Q1   | —    | —    | 2    | 3    | 2    | AF   | 1     | 1    | 1    |   | —    | AF       |
| French Open     | —    | 1    | 1    | 1    | —    | —    | —    | —    | 2    | 3    | 1    | AF   | —     | 1    | —    |   | —    | AF       |
| Wimbledon       | Q1   | 1    | 1    | 1    | —    | —    | —    | —    | 1    | 2    | 1    | 2    | n. a. | 3    | —    |   | 1    | 3        |
| US Open         | —    | 2    | 2    | 1    | Q3   | —    | —    | Q1   | VF   | VF   | HF   | 3    | 2     | 1    | —    |   |      | HF       |

Zeichenerklärung: S = Turniersieg; F, HF, VF, AF = Einzug ins Finale / Halbfinale / Viertelfinale / Achtelfinale; 1, 2, 3 = Ausscheiden in der 1. / 2. / 3. Hauptrunde; Q1, Q2, Q3 = Ausscheiden in der 1. / 2. / 3. Runde der Qualifikation; n. a. = nicht ausgetragen

### Doppel
| Turnier         | 2010 | 2011 | 2012 | 2013 | 2014 | 2015 | 2016 | 2017 | 2018 | 2019 | 2020  | 2021 | … | 2025 | Karriere |
| Australian Open | 1    | 1    | —    | —    | —    | —    | —    | 2    | 2    | 1    | 1     | 1    |   | —    | 2        |
| French Open     | 2    | 1    | —    | —    | —    | —    | —    | 1    | 1    | 1    | —     | —    |   | —    | 2        |
| Wimbledon       | 1    | 1    | —    | —    | —    | —    | —    | 1    | 1    | —    | n. a. | —    |   | 1    | 1        |
| US Open         | 1    | 2    | —    | —    | —    | —    | 1    | 2    | VF   | AF   | —     | 1    |   |      | VF       |

## Weltranglistenpositionen am Saisonende
| Jahr   | 2006 | 2007 | 2008 | 2009 | 2010 | 2011 | 2012 | 2013 | 2014 | 2015 | 2016 | 2017 | 2018 | 2019 | 2020 | 2021 | 2022 | 2023 | 2024 |
| ------ | ---- | ---- | ---- | ---- | ---- | ---- | ---- | ---- | ---- | ---- | ---- | ---- | ---- | ---- | ---- | ---- | ---- | ---- | ---- |
| Einzel | 529  | 267  | 194  | 83   | 45   | 94   | 181  | –    | –    | 110  | 35   | 16   | 12   | 27   | 54   | 70   | 677  | –    | 372  |
| Doppel | –    | –    | 472  | 238  | 208  | 341  | –    | –    | –    | 284  | 194  | 86   | 57   | 150  | 168  | 654  | –    | –    | –    |

## Auszeichnungen
- Lettische Sportlerin des Jahres – 2018, 2019